# Stephan Ambrosius
Stephan Kofi Ambrosius (Hamburg, 18 december 1998) is een voetballer met zowel de Duitse als Ghanese nationaliteit die doorgaans als centrale verdediger speelt. Op 1 juli 2024 maakte hij de overstap van Hamburger SV naar FC St. Gallen. Hij maakte op 12 september 2023 zijn debuut voor Ghana tijdens de oefenwedstrijd tegen Liberia.

## Clubloopbaan

### Jeugd
Ambrosius begon op 6-jarige leeftijd met voetballen bij ESV Einigkeit Wilhelmsburg. Na drie jaar maakte hij de overstap naar SV Wilhelmsburg voordat FC St. Pauli hem op 12-jarige leeftijd ontdekte. Na een jaar volgde de overstap naar aartsrivaal Hamburger SV. Hij doorliep alle jeugdelftallen om in de bovenbouw terecht te komen. Op 24 mei 2014 maakte hij in de 65e minuut zijn debuut in de onder 17 tijdens uitwedstrijd tegen zijn leeftijdsgenoten van Eintracht Braunschweig. Ruim een jaar later jaar speelde hij op 15 augustus 2015 zijn eerste wedstrijd in de onder 19 tijdens de uitwedstrijd tegen Rot-Weiß Erfurt waarin hij acht minuten voor het einde in het veld kwam. Hij speelde in de jeugdteams samen met onder andere Patric Pfeiffer, Derrick Köhn en Aaron Opoku

### Hamburger SV
Ambrosius maakte in het seizoen 2017/18 de overstap naar het tweede elftal van Hamburger SV. De eerste twee competitiewedstrijden van het seizoen zat hij op de bank waarna hij op 13 augustus 2017 zijn debuut maakte in het elftal van trainer Christian Titz. Hij kwam tijdens de uitwedstrijd tegen Borussia Hildesheim in de 73e minuut in het veld voor Vasilije Janjičić. Op 18 november 2017 maakte hij tijdens de met 1-1 gelijkgespeelde wedstrijd tegen Weiche Flensburg zijn eerste doelpunt in de Regionalliga Nord. Na een assist van Mats Köhlert maakte hij in de 92e minuut de gelijkmaker. In februari 2018 speelde het eerste elftal een oefenwedstrijd tegen het tweede. Hierbij maakte Ambrosius indruk op eerste elftal trainer Bernd Hollerbach. Een paar dagen later voegde Hollerbach hem toe aan de wedstrijdselectie van het eerste elftal voor de uitwedstrijd tegen Borussia Dortmund. Hij kwam niet in actie in het Signal Iduna Park. Een paar weken later maakte hij op 31 maart 2018 tijdens de uitwedstrijd tegen VfB Stuttgart zijn debuut in de Bundesliga. In de rust kwam hij in het veld voor voor Rick van Drongelen. Vanwege een knieblessure bleef het dit seizoen bij deze éne wedstrijd. In de zomer van 2018 tekende Ambrosius zijn eerste profcontract waardoor hij tot 2021 aan de Hamburger club verbonden bleef.
In het seizoen 2018/19 scheurde Ambrosius vlak voor de winterstop zijn kruisband en kwam de rest van het seizoen niet meer in actie. Hij bleef steken op 15 wedstrijden bij het tweede elftal. Bij het eerste elftal kwam hij alleen in actie tijdens de eerste ronde van de DFB-Pokal in de uitwedstrijd tegen TuS Erndtebrück. Op 23 augustus 2019 maakte hij zijn rentree in het tweede elftal tijdens de uitwedstrijd tegen Weiche Flensburg. Hij kwam in de 25e minuut in het veld. In de rest van het seizoen 2019/20 speelde hij alle wedstrijden bij het tweede elftal en ontbrak één wedstrijd vanwege een schorsing omdat hij in de wedstrijd tegen Holstein Kiel met twee keer geel van het veld was gestuurd. Zijn inzet bij het eerste elftal bleef beperkt tot de laatste competitiewedstrijd tegen SV Sandhausen. Hij kwam in het Volksparkstadion in de rust in het veld voor Ewerton.
In het seizoen 2020/21 wist Ambrosius indruk te maken op de nieuwe trainer Daniel Thioune. Tijdens de eerste competitiewedstrijd tegen Fortuna Düsseldorf startte hij in het basiselftal. In de winterstop verlengde hij zijn contract tot juni 2024. Aan het einde van het seizoen ging het wederom mis voor Ambrosius toen hij weer zijn kruisband scheurde. Door deze blessure kwam hij in het seizoen 2021/22 niet in actie voor Die Rothosen. Het lukte Ambrosius niet om bij de start van het seizoen 2022/23 een basisplaats te veroveren. Hij zat de eerste drie wedstrijden van het seizoen zelfs niet bij de eerste selectie. Vanwege zijn ambitie om met Ghana aanwezig te kunnen zijn op het wereldkampioenschap voetbal in Qatar liet Ambrosius zich voor de rest van het seizoen verhuren aan Karlsruher SC. Aan het einde van het seizoen keerde hij terug terug naar Hamburg. Het lukte hem wederom niet om een vaste plaats in het team van Tim Walter te veroveren. Wegens een blessure van Dennis Hadzikadunic stond hij tijdens de openingswedstrijd van het seizoen 2023/24 tegen FC Schalke 04 aan de aftrap. Na de terugkeer van de Bosniër bleef zijn inzet beperkt tot een aantal invalbeurten. Pas in de twaalfde speelronde tijdens de wedstrijd tegen 1. FC Magdeburg stond hij voor de tweede keer in het basiselftal. In de weken erna stond hij een groot aantal keren in het team bij de aftrap tot hij in februari geblesseerd raakte aan zijn schaambeen. Deze blessure viel precies samen het ontslag van Tim Walter en de komst van de nieuwe trainer Steffen Baumgart. Na zijn comeback lukte het hem niet om een vaste basisplaats te veroveren. Aan het einde van seizoen kreeg hij te horen dat er geen plaats meer voor hem was bij de Hamburger club. Hij vond vervolgens onderdak bij FC St. Gallen.

#### Verhuur aan Karlsruher SC
Bij Karlsruher SC waren voor het begin van het seizoen 2022/23 vijf van de zeven centrale verdedigers geblesseerd waardoor men op zoek was naar extra versterking. In augustus 2022 werd bekend dat Ambrosius voor de rest van het seizoen werd verhuurd aan Karlsruher SC. Hij maakte op 20 augustus 2020 zijn debuut tijdens de uitwedstrijd tegen SSV Jahn Regensburg. Trainer Christian Eichner liet hem direct starten in zijn basiselftal. In november liep hij tijdens de wedstrijd tegen Holstein Kiel een hamstringblessure op waardoor hij langere tijd uitgeschakeld was. Na de winterstop lukte het hem niet meer om zijn basisplaats terug te veroveren waardoor hij vooral als wisselspeler in actie kwam. Wegens een spierscheuring moest hij de laatste vier competitiewedstrijden aan zich voorbij laten gaan.

### FC St. Gallen
In de zomer van 2024 tekende Ambrosius een driejarig contract bij de Zwitserse club. Op 1 augustus maakte tijdens de voorronde voor de Conference League in de terugwedstrijd tegen Tobyl Qostanay zijn debuut bij de oudste nog bestaande voetbalclub van Zwitserland. Trainer Enrico Maaßen liet hem in Kazachstan in de basis starten. Deze wedstrijd bekende direct zijn Europese debuut. Na overwinningen op Śląsk Wrocław en Trabzonspor waarin hij alle minuten speelde werd het eindtoernooi bereikt. Tegen de Turkse ploeg waren uiteindelijk strafschoppen nodig. Ambrosius benutte de laatste en beslissende penalty. In de Zwitserse Super League kwam hij vanwege een eind oktober opgelopen blessure tot de winterstop tot weinig wedstrijden. 

## Clubstatistieken
| Seizoen                         | Club            | Competitie        | Competitie | Competitie | Beker | Beker | Internationaal | Internationaal | Overig | Overig | Totaal | Totaal |
| Seizoen                         | Club            | Competitie        | Wed.       | Dlp.       | Wed.  | Dlp.  | Wed.           | Dlp.           | Wed.   | Dlp.   | Wed.   | Dlp.   |
| ------------------------------- | --------------- | ----------------- | ---------- | ---------- | ----- | ----- | -------------- | -------------- | ------ | ------ | ------ | ------ |
| 2017/18                         | Hamburger SV II | Regionalliga Nord | 20         | 1          | 0     | 0     | 0              | 0              | 1      | 0      | 21     | 1      |
| 2018/19                         | Hamburger SV II | Regionalliga Nord | 15         | 0          | 0     | 0     | 0              | 0              | 1      | 0      | 16     | 0      |
| 2019/20                         | Hamburger SV II | Regionalliga Nord | 17         | 0          | 0     | 0     | 0              | 0              | 1      | 0      | 18     | 0      |
| 2020/21                         | Hamburger SV    | 2. Bundesliga     | 26         | 0          | 0     | 0     | 0              | 0              | 0      | 0      | 26     | 0      |
| 2021/22                         | Hamburger SV    | 2. Bundesliga     | 0          | 0          | 0     | 0     | 0              | 0              | 0      | 0      | 0      | 0      |
| 2022/23                         | →Karlsruher SC  | 2. Bundesliga     | 18         | 0          | 1     | 0     | 0              | 0              | 0      | 0      | 19     | 0      |
| 2023/24                         | Hamburger SV    | 2. Bundesliga     | 18         | 0          | 2     | 0     | 0              | 0              | 0      | 0      | 20     | 0      |
| 2024/25                         | FC St. Gallen   | Super League      | 6          | 0          | 3     | 0     | 7              | 0              | 0      | 0      | 16     | 0      |
| Carrière totaal                 | Carrière totaal | Carrière totaal   | 120        | 1          | 6     | 0     | 7              | 0              | 3      | 0      | 136    | 1      |
| Bijgewerkt tot 26 december 2024 |                 |                   |            |            |       |       |                |                |        |        |        |        |

- In de seizoenen 2017/18, 2018/19 en 2019/20 speelde Ambrosius in het tweede elftal en kwam hij elk seizoen een keer in actie bij het eerste elftal. Hiervan was een competitiewedstrijd en twee in de DFB-pokal;
- Ambrosius kwam wegens een gescheurde kruisband in het seizoen 2021/22 geen enkele wedstrijd in actie.

## Interlandloopbaan
Ambrosius kwam één keer uit voor Duitsland –21 waarna hij besloot om voor het Ghanees elftal te gaan spelen. Daarin kwam hij tot op heden twee keer in actie.

### Duitse jeugdelftallen
Op 12 november 2020 speelde Ambrosius zijn eerste en enige wedstrijd in Duitsland –21 tijdens de oefeninterland tegen Slovenië. Bondscoach Stefan Kuntz bracht hem tijdens de rust als centrale verdediger in het veld voor Maxim Leitsch. Manuel Wintzheimer en Finn Dahmen waren de andere debutanten deze wedstrijd. Wegens maatregelen tegen COVID-19 werd in 2021 het Europees kampioenschap in twee delen gespeeld. Kuntz selecteerde Ambrosius voor de groepswedstrijden in maart. Hij kwam geen van de wedstrijden in actie. Duitsland ging op basis van doelsaldo door naar de volgende ronde. Wegens zijn gescheurde knieband was hij voor de wedstrijden in de knock-out fase niet meer beschikbaar. Duitsland won uiteindelijk het toernooi.
| Jeugdinterlands van Stephan Ambrosius voor Duitsland | Jeugdinterlands van Stephan Ambrosius voor Duitsland | Jeugdinterlands van Stephan Ambrosius voor Duitsland | Jeugdinterlands van Stephan Ambrosius voor Duitsland | Jeugdinterlands van Stephan Ambrosius voor Duitsland | Jeugdinterlands van Stephan Ambrosius voor Duitsland |
| №                                                    | Datum                                                | Wedstrijd                                            | Uitslag                                              | Soort Wedstrijd                                      | Doelpunten                                           |
| Als speler bij Onder -21                             | Als speler bij Onder -21                             | Als speler bij Onder -21                             | Als speler bij Onder -21                             | Als speler bij Onder -21                             | Als speler bij Onder -21                             |
| ---------------------------------------------------- | ---------------------------------------------------- | ---------------------------------------------------- | ---------------------------------------------------- | ---------------------------------------------------- | ---------------------------------------------------- |
| 1.                                                   | 11 november 2021                                     | Duitsland – Slovenië                                 | 2 – 3                                                | Vriendschappelijke wedstrijd                         | 0                                                    |
| Bijgewerkt tot 24 november 2023                      |                                                      |                                                      |                                                      |                                                      |                                                      |

### Ghanees elftal
In 2022 werd door de Ghanese voetbalbond bekend gemaakt dat Ambrosius ervoor gekozen had om voor Ghana te gaan voetballen. Hij werd door bondscoach Otto Addo opgenomen in de voorselectie voor het Wereldkampioenschap 2022 in Qatar. Wegens een hamstringblessure moest hij dit aan zich voorbij laten gaan. Op 12 september 2023 speelde Ambrosius zijn eerste interland voor Ghana. Tijdens de oefeninterland tegen Liberia bracht de nieuwe bondscoach Chris Hughton hem in de rust in het veld voor Alexander Djiku. Begin 2024 werd bekend dat hij niet was geselecteerd voor de Africa Cup in Ivoorkust.
| Interlands van Stephan Ambrosius voor Ghana | Interlands van Stephan Ambrosius voor Ghana | Interlands van Stephan Ambrosius voor Ghana | Interlands van Stephan Ambrosius voor Ghana | Interlands van Stephan Ambrosius voor Ghana | Interlands van Stephan Ambrosius voor Ghana |
| №                                           | Datum                                       | Wedstrijd                                   | Uitslag                                     | Soort Wedstrijd                             | Doelpunten                                  |
| Als speler bij Hamburger SV                 | Als speler bij Hamburger SV                 | Als speler bij Hamburger SV                 | Als speler bij Hamburger SV                 | Als speler bij Hamburger SV                 | Als speler bij Hamburger SV                 |
| ------------------------------------------- | ------------------------------------------- | ------------------------------------------- | ------------------------------------------- | ------------------------------------------- | ------------------------------------------- |
| 1.                                          | 12 september 2023                           | Ghana – Liberia                             | 3 – 1                                       | Vriendschappelijke wedstrijd                | 0                                           |
| 2.                                          | 15 oktober 2023                             | Mexico – Ghana                              | 2 – 0                                       | Vriendschappelijke wedstrijd                | 0                                           |
| Bijgewerkt tot 24 november 2023             |                                             |                                             |                                             |                                             |                                             |

## Persoonlijk
Ambrosius werd geboren in de Hamburgse wijk Wilhelmsburg. Zijn ouders komen uit Ghana.